# Rebecca St. James
Rebecca St. James, nome artístico de Rebecca Jean Smallbone (Sydney, 26 de julho de 1977) é uma cantora australiana, compositora e atriz.
Iniciou sua carreira na música gospel, em 1990 e no ano seguinte se mudou para os Estados Unidos. A cantora já recebeu vários prêmios em sua carreira, se destacando o Grammy Awards. Rebecca também é uma ativista da abstinência sexual antes do casamento. Rebecca já vendeu mais de um milhão de discos em todo o mundo.
Sua história é contada no filme Unsung Hero lançado em 2024.

## Biografia
Rebecca St. James nasceu em 26 de julho de 1977 em Sydney, Austrália.  Em 1991, ela se mudou para Nashville (Tennessee) com seus pais, irmã, Libby, e cinco irmãos, Ben, Dan, Joel, Josh e Luke.  Ela e sua família estavam com dificuldades financeiras, mas tinham o apoio dos vizinhos que lhes traziam comida e da Igreja Batista do bairro, que lhes forneceu móveis depois que descobriram que estavam dormindo no chão.

## Carreira musical
A carreira musical de Rebecca St. James começou em 1990, quando ela abriu para o artista de música cristã contemporânea Carman durante sua turnê australiana. 
Em 1993, depois de cantar na Primeira Igreja Batista de Franklin (hoje Igreja da Cidade), ela assinou com a ForeFront Records e adotou seu nome artístico a pedido da gravadora. 
Em 1994, ela lançou seu primeiro álbum por esta gravadora, intitulado Rebecca St. James  Em 1996, lançou seu segundo álbum God, incluindo o hit God, com rock. Em 1997, Rebecca publicou a sequência de seu livro, intitulada Você é a voz: mais 40 dias com Deus. Em 20 de outubro de 1998, Rebecca lançou seu terceiro álbum de estúdio, Pray. 

## Vida pessoal
Aos 19 anos, ela se tornou membro da Igreja da Cidade de Franklin (anteriormente conhecida como Primeira Igreja Batista de Franklin). 

## Discografia

### Álbuns de estúdio
- Refresh My Heart (1991)
- Rebecca St. James (1994)
- God (1996)
- Christmas (1997)
- Pray (1998)
- Transform (2000)
- Worship God (2002)
- If I Had One Chance to Tell You Something (2005)
- I Will Praise You (2011)
- Down (2020)

### Compilações
- Wait For Me: The Best from Rebecca St. James (2003)
- The Ultimate Collection (2008)
- Greatest Hits (2008)

### Ao vivo
- Live Worship: Blessed Be Your Name (2004)
- aLIVE in Florida (2007)